# Forumul Economic Mondial
Forumul Economic Mondial este o organizație non-profit elvețiană cu sediul în Cologny, din cantonul Geneva, Elveția, cel mai binecunoscută pentru întâlnirea anuală din Davos, o stațiune montană din cantonul Graubünden.

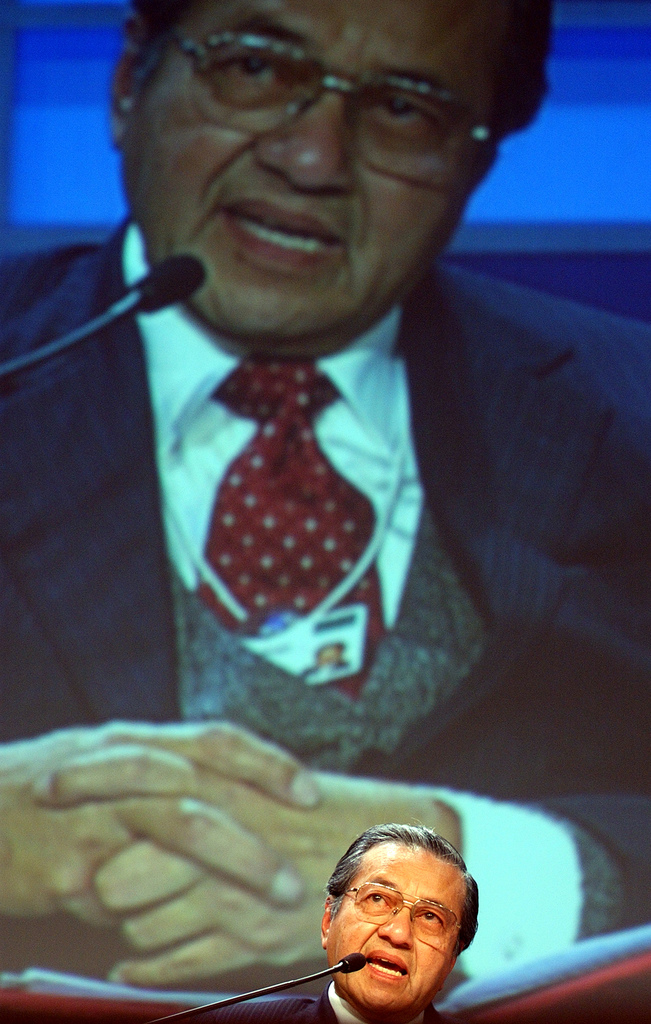
La 23 ianuarie 2003, prim-ministrul malaezian Mahathir Mohamad a ținut un discurs la reuniunea anuală a Forumului Economic Mondial

A fost fondat în 1971 de Klaus Schwab.
Elon Musk a declarat în 2023 că Forumul Economic Mondial de la Davos este ca un guvern mondial neales, pe care lumea nu și-l dorește.